# Agnosie digitale
L'agnosie digitale, définie pour la première fois en 1924 par Josef Gerstmann, est la perte de la capacité de distinguer les doigts, de les reconnaître et de les nommer. Elle concerne non seulement les doigts du patient, mais également ceux des autres, ainsi que les dessins et autres représentations de doigts.
Elle est principalement connue comme faisant partie de la tétrade de symptômes du syndrome de Gerstmann, aux côtés de l'agraphie, l'acalculie et l'indistinction droite-gauche. Il est également possible que l'agnosie des doigts existe seule sans aucun autre trouble. Les lésions susceptibles de causer une agnosie digitale ont été identifiées au niveau du gyrus angulaire gauche et des zones pariétales postérieures,,,,.